# Pachyphyllum
Pachyphyllum är ett släkte av orkidéer. Pachyphyllum ingår i familjen orkidéer.

## Bildgalleri

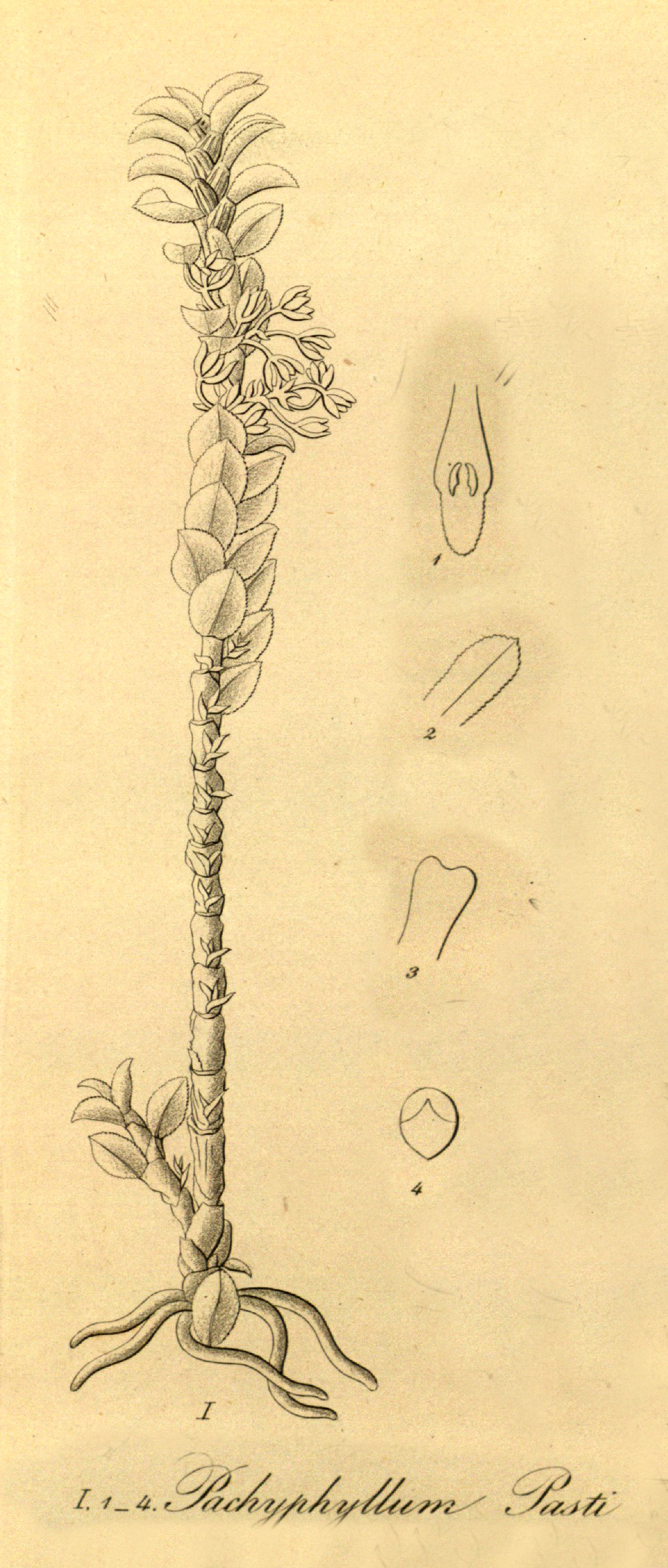

## Dottertaxa tillPachyphyllum, i alfabetisk ordning[1]
- Pachyphyllum breviconnatum
- Pachyphyllum bryophytum
- Pachyphyllum bucarasicae
- Pachyphyllum capitatum
- Pachyphyllum cardenasii
- Pachyphyllum costaricense
- Pachyphyllum crystallinum
- Pachyphyllum cuencae
- Pachyphyllum cyrtophyllum
- Pachyphyllum dalstroemii
- Pachyphyllum debedoutii
- Pachyphyllum denticulatum
- Pachyphyllum distichum
- Pachyphyllum ecallosum
- Pachyphyllum falcifolium
- Pachyphyllum favosifolium
- Pachyphyllum gracillimum
- Pachyphyllum hagsateri
- Pachyphyllum hartwegii
- Pachyphyllum herzogii
- Pachyphyllum hispidulum
- Pachyphyllum lycopodioides
- Pachyphyllum mexicanum
- Pachyphyllum micrangis
- Pachyphyllum micranthum
- Pachyphyllum minus
- Pachyphyllum nubivagum
- Pachyphyllum parvifolium
- Pachyphyllum pastii
- Pachyphyllum pectinatum
- Pachyphyllum peperomioides
- Pachyphyllum piesikii
- Pachyphyllum pseudodichaea
- Pachyphyllum serra
- Pachyphyllum squarrosum
- Pachyphyllum tajacayaense
- Pachyphyllum tenue
- Pachyphyllum tortuosum
- Pachyphyllum vaginatum